# نورمن (کالیفرنیا)
نورمن (به انگلیسی: Norman) یک منطقهٔ مسکونی در ایالات متحده آمریکا است که در شهرستان گلن، کالیفرنیا واقع شده‌است. نورمن ۲۸ متر بالاتر از سطح دریا واقع شده‌است.